# Archichlora engenes
Archichlora engenes är en fjärilsart som beskrevs av Louis Beethoven Prout 1922. Archichlora engenes ingår i släktet Archichlora och familjen mätare. Inga underarter finns listade i Catalogue of Life.